# Gondysia smithii
Smith’s Darkwing (Neadysgonia smithii, formerly Dysgonia smithii)  là một loài bướm đêm thuộc họ Erebidae. Loài này có ở Bắc Mỹ, từ North Carolina southward tới Georgia và westward tới Texas northward in the Mississippi Valley tới Missouri. Người ta chưa ghi nhận sự hiện của chúng từ Virginia, Florida, Louisiana hay Arkansas.

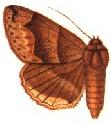
Minh họa

Sải cánh dài 37–40 mm. Con trưởng thành bay từ tháng 4 đến tháng 9. Có nhiều thế hệ một năm.